# Typocerus gloriosus
Typocerus gloriosus là một loài bọ cánh cứng trong họ Cerambycidae.